# جان بول رابيتيو
جان بول رابيتيو (بالفرنسية: Jean-Paul Rappeneau) (و. 1932  م) هو مخرج أفلام، وكاتب سيناريو فرنسي، ولد في أوكسار.

## جوائز وترشيحات
حصل على جوائز منها:
جوائز
- جائزة سيزار لأفضل فيلم (1991)
- جائزة سيزار لأفضل مخرج (1991)
- جائزة المجلس الوطني للمراجعة لأفضل فيلم أجنبي [الإنجليزية]‏ (1990)
- جائزة لويس ديلوك [الإنجليزية]‏ (1965)

ترشيحات
- جائزة الأوسكار لأفضل كتابة
- جائزة سيزار لأفضل فيلم (1996)
- جائزة سيزار لأفضل فيلم (2004)
- جائزة سيزار لأفضل مخرج (1976)
- جائزة سيزار لأفضل مخرج (1996)
- جائزة سيزار لأفضل مخرج (2004)
- جائزة سيزر لأفضل كاتب سيناريو (1991)
- جائزة سيزر لأفضل كاتب سيناريو (2004)
- جائزة سيزر لأفضل كاتب سيناريو (2005)
- جائزة الأكاديمية البريطانية للأفلام لأفضل فيلم بلغة غير الإنجليزية [الإنجليزية]‏ (1992)
- BAFTA Award for Best Adapted Screenplay [الإنجليزية]‏ (1992)
- جائزة الفيلم الأوروبي لأفضل فيلم [الإنجليزية]‏ (1990)

ترشح لـ:
- جائزة سيزر لأفضل كاتب سيناريو، عن عمل: 36 Quai des Orfèvres (film) [الإنجليزية]‏ (2005)
- جائزة سيزر لأفضل كاتب سيناريو، عن عمل: Bon Voyage (2003 film) [الإنجليزية]‏ (2004)
- جائزة سيزار لأفضل مخرج، عن عمل: Bon Voyage (2003 film) [الإنجليزية]‏ (2004)
- جائزة سيزار لأفضل فيلم، عن عمل: Bon Voyage (2003 film) [الإنجليزية]‏ (2004)
- جائزة سيزار لأفضل فيلم، عن عمل: The Horseman on the Roof [الإنجليزية]‏ (1996)
- جائزة سيزار لأفضل مخرج، عن عمل: The Horseman on the Roof [الإنجليزية]‏ (1996)
- جائزة الأكاديمية البريطانية للأفلام لأفضل فيلم بلغة غير الإنجليزية [الإنجليزية]‏، عن عمل: سيرانو دي برجراك (1992)
- BAFTA Award for Best Adapted Screenplay [الإنجليزية]‏، عن عمل: سيرانو دي برجراك (1992)
- جائزة سيزار لأفضل مخرج، عن عمل: سيرانو دي برجراك (1991)
- جائزة سيزر لأفضل كاتب سيناريو، عن عمل: سيرانو دي برجراك (1991)
- جائزة سيزار لأفضل فيلم، عن عمل: سيرانو دي برجراك (1991)
- جائزة الفيلم الأوروبي لأفضل فيلم [الإنجليزية]‏، عن عمل: سيرانو دي برجراك (1990)
- جائزة سيزار لأفضل مخرج، عن عمل: Lovers Like Us [الإنجليزية]‏ (1976)
- جائزة الأوسكار لأفضل كتابة "سيناريو أصلي"، عن عمل: That Man from Rio [الإنجليزية]‏.

## وصلات خارجية
- جان بول رابيتيو على موقع IMDb (الإنجليزية)
- جان بول رابيتيو على موقع ألو سيني (الفرنسية)
- جان بول رابيتيو على موقع ميوزك برينز (الإنجليزية)
- جان بول رابيتيو على موقع تيرنر كلاسيك موفيز (الإنجليزية)
- جان بول رابيتيو على موقع أول موفي (الإنجليزية)
- جان بول رابيتيو على موقع قاعدة بيانات الأفلام السويدية (السويدية)
- جان بول رابيتيو على موقع قاعدة بيانات الفيلم (الإنجليزية)
- جان بول رابيتيو على موقع كينوبويسك (الروسية)